# Claudius (Äthiopien)
Claudius oder Gelawdewos (amharisch ገላውዴዎስ, Thronname Asnaf Sagad I., „vor dem sich die Gipfel verneigen“; * 1521/1522; † 23. März 1559) war vom 3. September 1540 bis zum 23. März 1559 Negus Negest (Kaiser) von Äthiopien und ein Mitglied der Salomonischen Dynastie. Er war ein jüngerer Sohn von Dawit II. und Sabla Wengel.

## Leben
Seine Herrschaft war vom Kampf mit Ahmad ibn Ibrahim al-Ghasi geprägt, bis dieser am 21. Februar 1543 in der Schlacht von Wayna Daga unterlag und zu Tode kam. Claudius konzentrierte viel Zeit und Energie darauf, um sein Volk gegen Ahmad hinter sich zu sammeln. Sein Chronist sieht diese Verbissenheit als Grund dafür, dass die durch Ahmad erzwungenen Veränderungen nicht von Dauer waren. Mit dem Tod Ahmads gelang es Gelawdewos, die führerlosen muslimischen Kräfte nicht nur vom äthiopischen Hochland, sondern auch aus Bale zu vertreiben.
Als er zu späterer Zeit dabei war, gegen die Agau in Gojjam vorzugehen, drang Nur ibn Mujahid ein weiteres Mal in Äthiopien ein. Claudius reagierte und eroberte Harer, wo das letzte Mitglied der Walashma-Dynastie, der Sultan Barakat ibn Umar Din von Adal, getötet wurde.
Jesuitische Missionare gelangten in sein Reich und versuchten, Äthiopien zum Katholizismus zu bekehren. Als Antwort auf ihre Argumente schrieb Claudius seine Confessio (Selbstbekenntnis), in der er den Monophysitismus seiner äthiopischen Kirche verteidigte.
Unter seiner Herrschaft eroberte das Osmanische Reich 1557 die Stadt Massaua und beeinträchtigte damit erheblich Äthiopiens Verbindung zur restlichen Welt. Von da an mussten Würdenträger und Missionare verkleidet reisen, um den muslimischen Herrschern zu entgehen. Dies erlaubte den Osmanen ebenfalls, die Einfuhr von Feuerwaffen nach Äthiopien zu behindern bzw. zu unterbinden.
Claudius wurde am 23. März 1559 getötet, als er einer weiteren Invasion Nurs entgegentrat. Nachfolger wurde sein Bruder Minas.